# Oncometopia flava
Oncometopia flava är en insektsart som först beskrevs av Victor Antoine Signoret 1855.  Oncometopia flava ingår i släktet Oncometopia och familjen dvärgstritar. Inga underarter finns listade i Catalogue of Life.